# Inzersdorfer

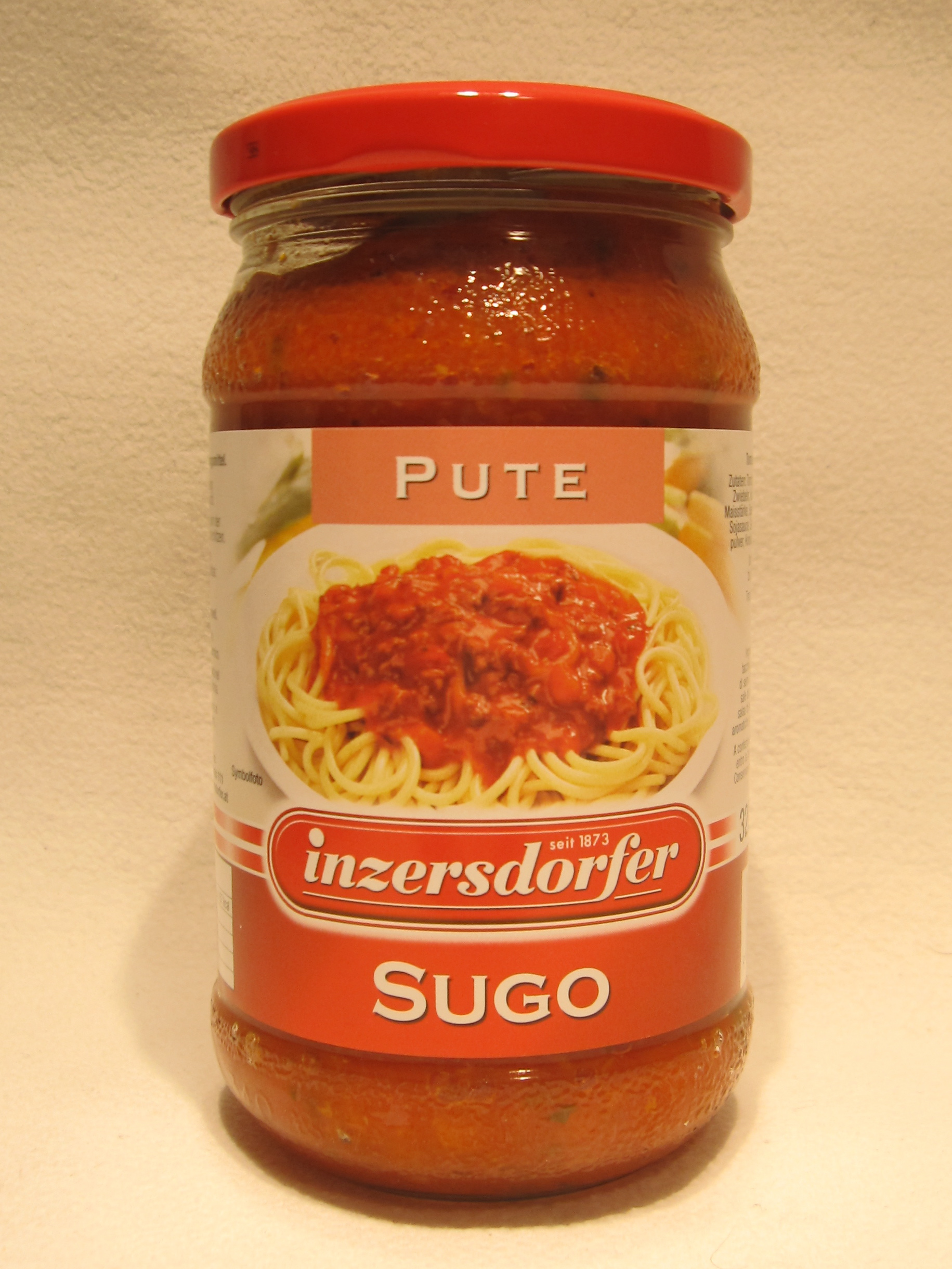
Sugo von Inzersdorfer

Die Inzersdorfer Nahrungsmittelwerke Ges. m. b. H. war ein Nahrungsmittelunternehmen mit Sitz in Wien-Inzersdorf (Inzersdorfer-Werk), das um 1870 von den Familien Eisler und Breden als „Erste österreichische Militärkonservenfabrik“ gegründet wurde. 2003 wurde das Unternehmen an die Vivatis Holding AG verkauft und die Produktion in Wien-Inzersdorf aufgegeben, die Marke Inzersdorfer aber beibehalten.

## Geschichte
Um die Jahrhundertwende ging die k.k. ausschließlich privilegierte Conserven- und Suppenextrakt-Fabrik Ig. Eisler & Comp. in den Besitz des Präsidenten der Anglobank Ltd. London-Wien über. Nach der Fusion mit dem Konzern hatte das Unternehmen neben dem Stammwerk nun auch Fabriken in Polen, Italien, Ungarn und Spanien. Um 1918 fiel der Konzern mit dem Zusammenbruch der Monarchie auseinander, übrig blieb nur das Stammwerk.
1939 übernahmen der Kommerzialrat Hermann Voith und seine Schwester Else Pecher das Unternehmen. Durch seine Ausrichtung auf militärische Versorgung profitierte der Betrieb vom Zweiten Weltkrieg, wurde jedoch bei Kriegsende von der Roten Armee beschlagnahmt und ausgeräumt.
Beim Wiederaufbau konzentrierte sich die Firma auf haltbare Lebensmittel für Haushalt und Gastronomie und profitierte in den 1950er und 1960er Jahren von der Reise- und Campingwelle. Im Jahr 1980 erhielt das Unternehmen die Staatliche Auszeichnung und damit das Recht das Bundeswappen im Geschäftsverkehr zu führen. 1999 wurde mit 140 Mitarbeitern ein Nettoumsatz von 500 Millionen Schilling erzielt.
Bis 2003 wurde das Unternehmen von den Familien G. Voith und K. und M. Pecher als Ges. m. b. H. geführt. Dann wurde Inzersdorfer an Vivatis verkauft und in dessen Markenartikelvertreiber und -vermarkter Maresi eingegliedert. Im Zuge der Übernahme wurde Ende November 2003 nach 130 Jahren die Produktion in Wien-Inzersdorf aufgegeben, die Fabrik wurde von der Stadt Wien gekauft. Die historisch wertvollen Gebäudeteile sollen erhalten und in ein Wohn- und Hotelprojekt eingegliedert werden.
Die Inzersdorfer Nahrungsmittelwerke Ges. m. b. H. war in Österreich Marktführer bei Aufstrichen und Fertiggerichten. Weiter werden Suppen, Gemüse, Kompotte und Marmeladen unter dieser Marke produziert.
Seit der Übernahme werden die Aufstriche und Fertiggerichte bei der Firma Landhof in Linz sowie bei der GMS Gourmet GmbH in St. Pölten produziert.